# Australia na Letnich Igrzyskach Olimpijskich 1956
Australię na Letnich Igrzyskach Olimpijskich 1956 reprezentowało 294 zawodników, 250 mężczyzn i 44 kobiet.

## Zdobyte medale
| Medal         | Zawodnik | Konkurencja                                 |
| boks          | boks | boks                                        |
| ------------- | --- | ------------------------------------------- |
| Brąz          | Kevin Hogarth | waga półśrednia                             |
| kajakarstwo   | |                                             |
| Brąz          | Walter Brown Dennis Green                                                                                                | K2 10000 m                                  |
| kolarstwo     | |                                             |
| Złoto         | Tony Marchant Ian Browne                                                                                                 | tandem                                      |
| Brąz          | Dick Ploog | sprint                                      |
| lekkoatletyka | |                                             |
| Złoto         | Betty Cuthbert | 100 m kobiet                                |
| Złoto         | Betty Cuthbert | 200 m kobiet                                |
| Złoto         | Shirley Strickland de la Hunty                                                                                           | 80 m przez płotki kobiet                    |
| Złoto         | Fleur Mellor Norma Croker-Fleming Shirley Strickland de la Hunty Betty Cuthbert                                          | sztafeta 4 x 100 m kobiet                   |
| Srebro        | Charles Porter | skok wzwyż mężczyzn                         |
| Srebro        | Leon Gregory David Lean Graham Gipson Kevan Gosper John Goodman                                                          | sztafeta 4 x 400 m mężczyzn                 |
| Brąz          | Hector Hogan | 100 m mężczyzn                              |
| Brąz          | John Landy | 1500 m mężczyzn                             |
| Brąz          | Allan Lawrence | 10 000 m mężczyzn                           |
| Brąz          | Marlene Mathews-Willard                                                                                                  | 100 m kobiet                                |
| Brąz          | Marlene Mathews-Willard                                                                                                  | 100 m kobiet                                |
| Brąz          | Norma Thrower | 80 m przez płotki kobiet                    |
| pływanie      | |                                             |
| Złoto         | Jon Henricks | 100 m stylem dowolnym mężczyzn              |
| Złoto         | Murray Rose | 400 m stylem dowolnym mężczyzn              |
| Złoto         | Murray Rose | 1500 m stylem dowolnym mężczyzn             |
| Złoto         | David Theile | 100 m stylem grzbietowym mężczyzn           |
| Złoto         | Dawn Fraser | 100 m stylem dowolnym kobiet                |
| Złoto         | Lorraine Crapp | 400 m stylem dowolnym kobiet                |
| Złoto         | Dawn Fraser Faith Leech Sandra Morgan Lorraine Crapp Margaret Gibson Elizabeth Fraser                                    | sztafeta 4 x 100 m stylem dowolnym kobiet   |
| Złoto         | Kevin O’Halloran John Devitt Murray Rose Jon Henricks Gary Chapman Graham Hamilton Murray Garretty                       | sztafeta 4 x 200 m stylem dowolnym mężczyzn |
| Srebro        | John Devitt | 100 m stylem dowolnym mężczyzn              |
| Srebro        | John Monckton | 100 m stylem grzbietowym mężczyzn           |
| Srebro        | Lorraine Crapp | 100 m stylem dowolnym kobietmężczyzn        |
| Srebro        | Dawn Fraser | 400 m stylem dowolnym kobiet                |
| Brąz          | Gary Chapman | 100 m stylem dowolnym mężczyzn              |
| Brąz          | Faith Leech | 100 m stylem dowolnym kobiet                |
| wioślarstwo   | |                                             |
| Srebro        | Stuart MacKenzie | jedynki                                     |
| Brąz          | Murray Riley Merv Wood                                                                                                   | dwójka podwójna                             |
| Brąz          | Michael Aikman David Boykett Fred Benfield Jim Howden Garth Manton Walter Howell Adrian Monger Brian Doyle Harold Hewitt | ósemka                                      |
| żeglarstwo    | |                                             |
| Srebro        | Rolly Tasker John Scott                                                                                                  | dwójka wagi ciężkiej                        |
| Brąz          | Jock Sturrock Devereaux Mytton Doug Buxton                                                                               | 5,5 m                                       |